# Casa Nova de Reclavia
La casa Nova de Reclavia és una antiga masia d'Anglès reformada amplament durant els anys 20 del segle xx i inclosa a l'Inventari del Patrimoni Arquitectònic de Catalunya.
És un immoble que consta de dues plantes i coberta amb una teulada a dues aigües de vessants a façana i cornisa composta per una filera de rajols en punta de diamant.
Una masia que pels trets constitutius es pot enquadrar dins d'una primera tipologia o família de masies. Les masies que es corresponen amb aquesta primera categoria comparteixen tota una sèrie de trets comuns, com ara el fet de tenir la coberta amb els vessants encarats cap a les façanes principals. Aquest tipus sol correspondre normalment a les masies de més antiguitat sorgides d'una evolució continuada a partir d'un primer cos de reduïdes dimensions. Aquest primer nucli construït als volts dels segles xiv i xv, podia tenir diverses plantes. Així la planta baixa, pràcticament sense cap obertura, era destinada a quadres pel bestiar. La planta primera, a què s'accedia per una escala exterior de pedra i una porta d'influència romànica, era formada per una sola estança on hi havia la llar de foc, l'aigüera... Moltes vegades hi havia una tercera planta, molt petita, que servia de dormitori, amb accés per mitjà d'una simple escala de mà.
La prosperitat del camp en els segles xvi i xvii donà lloc a les successives reformes i ampliacions que convertiren a aquells primers edificis minúsculs en les vastes masies que avui tenim. El resultat ha estat, en molts casos, la d'una arquitectura complexa i de difícil generalització tipològica.
També podem trobar un segon grup més exigu de masies d'aquesta família I, que es caracteritzen per una major simplicitat arquitectònica de construcció més recent. Solen ésser edificis d'una gran senzillesa arquitectònica sovint construïts a indrets més pobres.
Pel que fa a la façana principal, orientada al sud o migdia, en la planta baixa trobem sis obertures: per una banda els quatre portals, projectats amb una mateixa solució d'arc carpanell rebaixat i muntants de pedra. Mentre que per l'altra dues finestres rectangulars, amb llinda monolítica conformant un arc pla i muntants de pedra.
El primer pis o planta noble, contempla quatre obertures de similar tipologia, és a dir: rectangulars, amb llinda monolítica conformant un arc pla i muntants de pedra. D'aquestes quatre, tres són projectades com a balconades amb baranes de ferro forjat. A manera d'apunt cal dir que a l'extrem d'aquest primer pis trobem quatre obertures d'arc de mig punt.
La façana orientada a ponent i encarada a la carretera que uneix Anglès amb Santa Coloma, comprèn dues plantes, amb dues obertures per planta de tipologia similar: rectangulars, amb llinda monolítica conformant un arc pla, muntants de pedra i projectades com a balconades amb baranes de ferro forjat. L'únic que els diferencia és que les dues obertures de la planta baixa tenen una mida sensiblement més gran en comparació amb les del primer pis. Finalment, cal dir que al capdamunt en el nivell de la cornisa trobem una forma romboidal que alberga en el seu interior la data de 1926.